# Cesplumtantite
La cesplumtantite è un minerale.